# Терахерцно зрачење
Електромагнетни таласи познати као терахерцно зрачење, терахерцни таласи, T-зраци, и THz, покривају спектрално подручје између 300 гигахерца (3x1011 Hz) до 3 терахерца (3x1012 Hz), што одговара таласним дужинама од субмилиметарских (<1 милиметар) до 100 микронских (крај далеког инфрацрвеног опсега).